# Цуглуй
Цуглуй (рум. Țuglui) — село у повіті Долж в Румунії. Входить до складу комуни Цуглуй.
Село розташоване на відстані 183 км на захід від Бухареста, 15 км на південь від Крайови.

## Населення
За даними перепису населення 2002 року у селі проживали 2694 особи. Рідною мовою 2693 особи (> 99,9%) назвали румунську.
Національний склад населення села:
| Національність | Кількість осіб | Відсоток |
| -------------- | -------------- | -------- |
| румуни         | 2658           | 98,7%    |
| цигани         | 33             | 1,2%     |